# هوارد ييتس
هوارد ييتس (بالإنجليزية: Howard Yates) هو عداء سريع أسترالي، ولد في 3 مايو 1913، وتوفي في 8 نوفمبر 1989.

## روابط خارجية
- هوارد ييتس على موقع النتائج التاريخية لألعاب القوى الأسترالية (الإنجليزية)
- هوارد ييتس على موقع اتحاد ألعاب الكومنولث (مؤرشف) (الإنجليزية)